# Pendik Satranç SK
Pendik Satranç SK, ze względów sponsorskich występujący pod nazwą Bayegan Pendik Satranç SK – turecki klub szachowy z siedzibą w Stambule, mistrz kraju z 2024 roku.

## Historia
Klub powstał w 2017 roku przy wsparciu przedsiębiorstwa Bayegan. W 2022 roku klub zadebiutował w Süper Satranç Ligi, zajmując czwarte miejsce w klasyfikacji. W sezonie 2023 zespół zdobył wicemistrzostwo Turcji, ulegając jedynie Türk Hava Yolları SK. W kolejnym sezonie klub został mistrzem kraju. Również w 2024 Bayegan Pendik Satranç SK zadebiutował w Pucharze Europy. Po pokonaniu w tych rozgrywkach KSH Drejtësia, Leidsch SG, Hapoelu Kefar Sawa, Zmaja Belgrad i Vüqara Həşimova, remisie z Türk Hava Yolları SK i porażce z Nagykanizsai SK zespół zajął szóste miejsce w pucharze.
Zawodnikami klubu byli m.in.: Nicat Abasov, Cemil Can Ali Marandi, Ekaterina Atalık, Wolha Badiełka, Bu Xiangzhi, Emre Can, Mert Erdoğdu, Władimir Fiedosiejew, Andriej Jesipienko, Anton Korobow, Şəhriyar Məmmədyarov, Wołodar Murzin, Hans Niemann, Teymur Rəcəbov, Nihal Sarin, Dragan Šolak, Aydın Süleymanlı i Mert Yılmazyerli.